# Natuurpark Aukrug

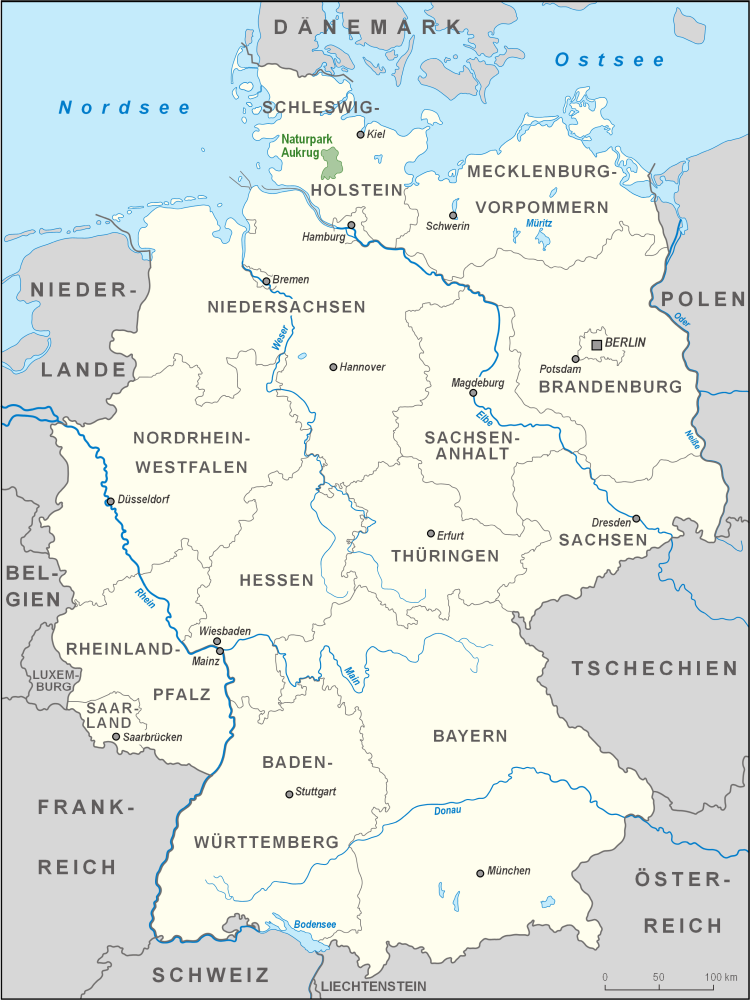
Ligging van het natuurpark

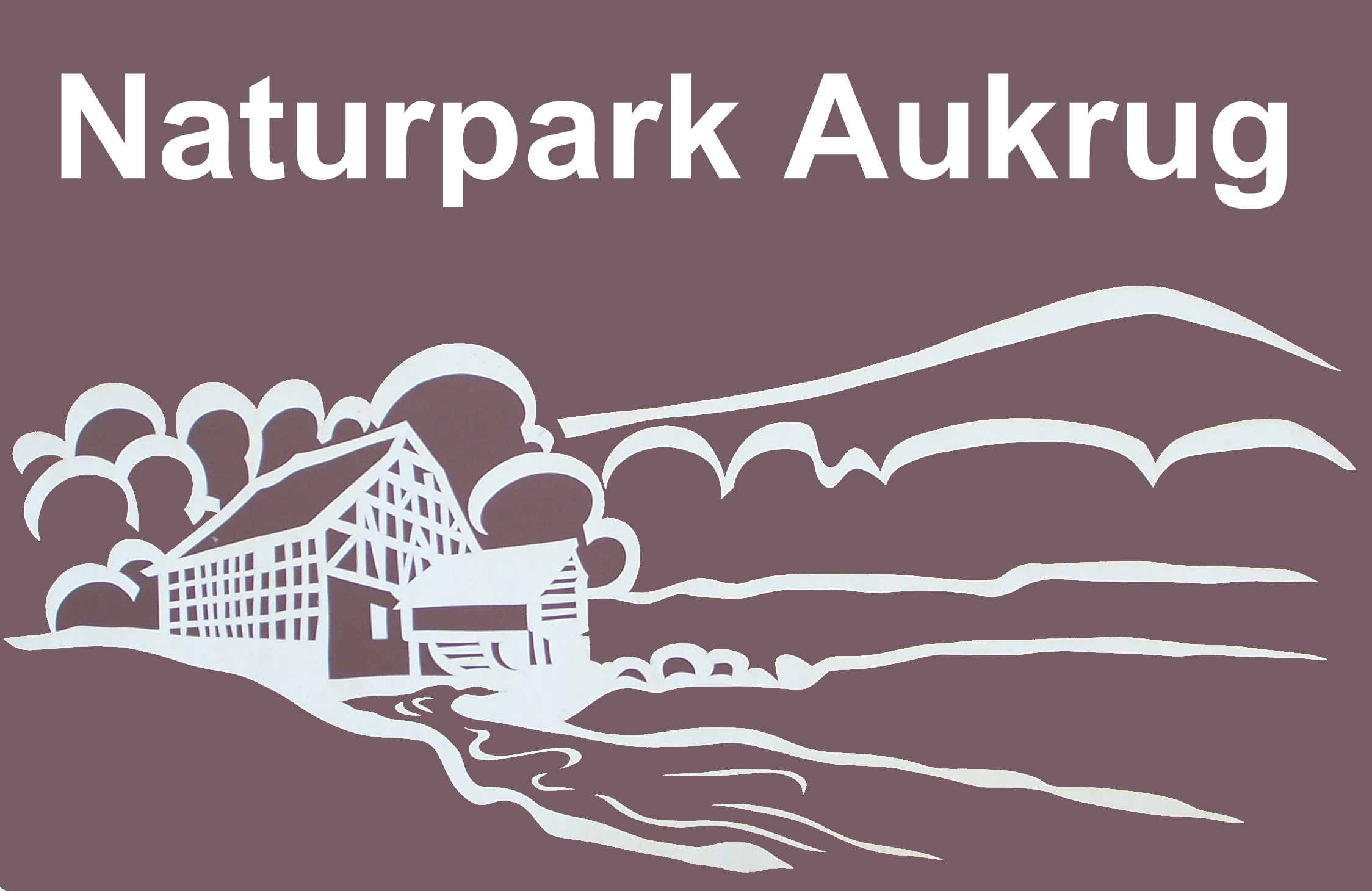
Toeristisch bord langs de A7

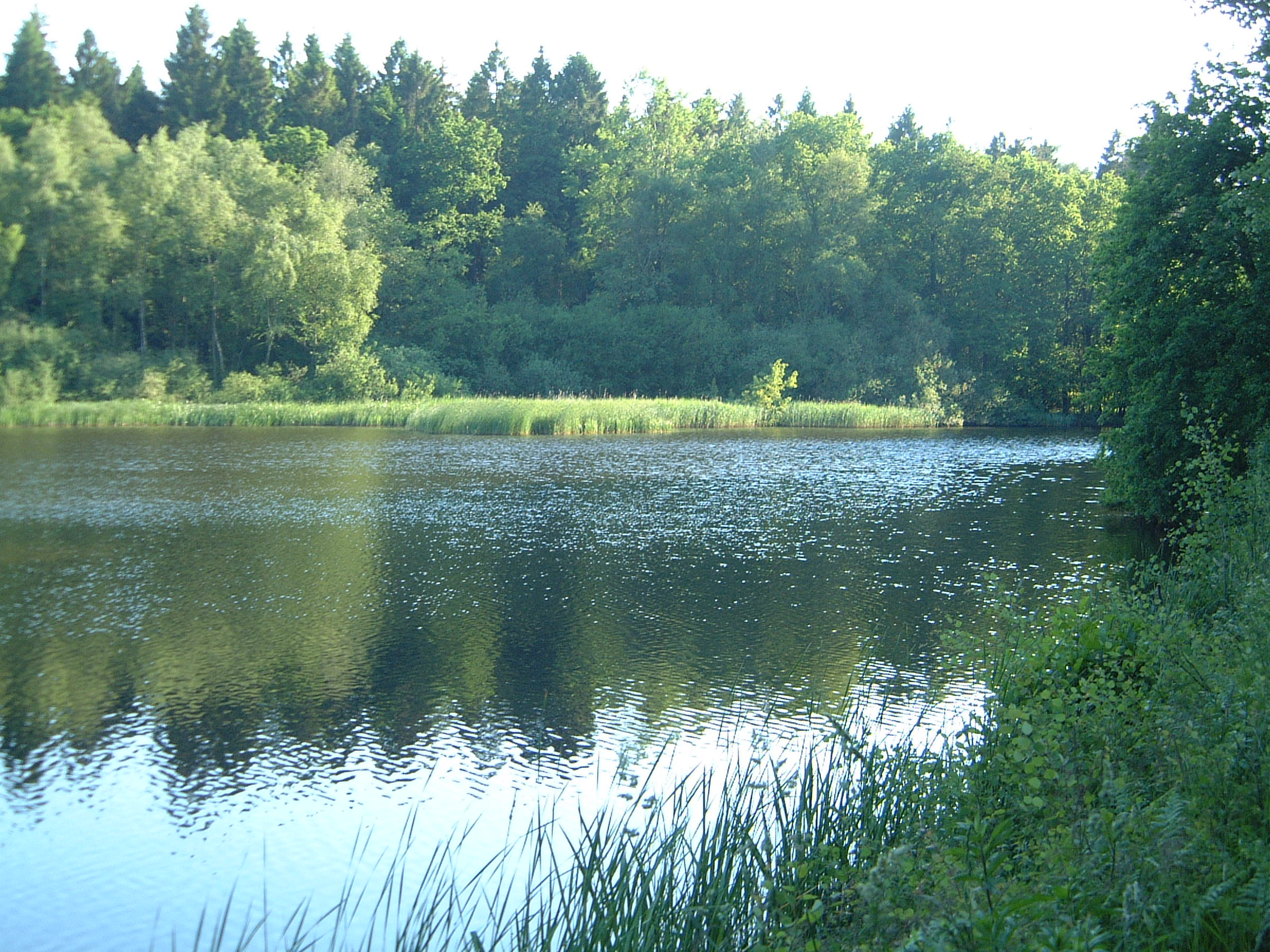
Vijver bij Waldhütten

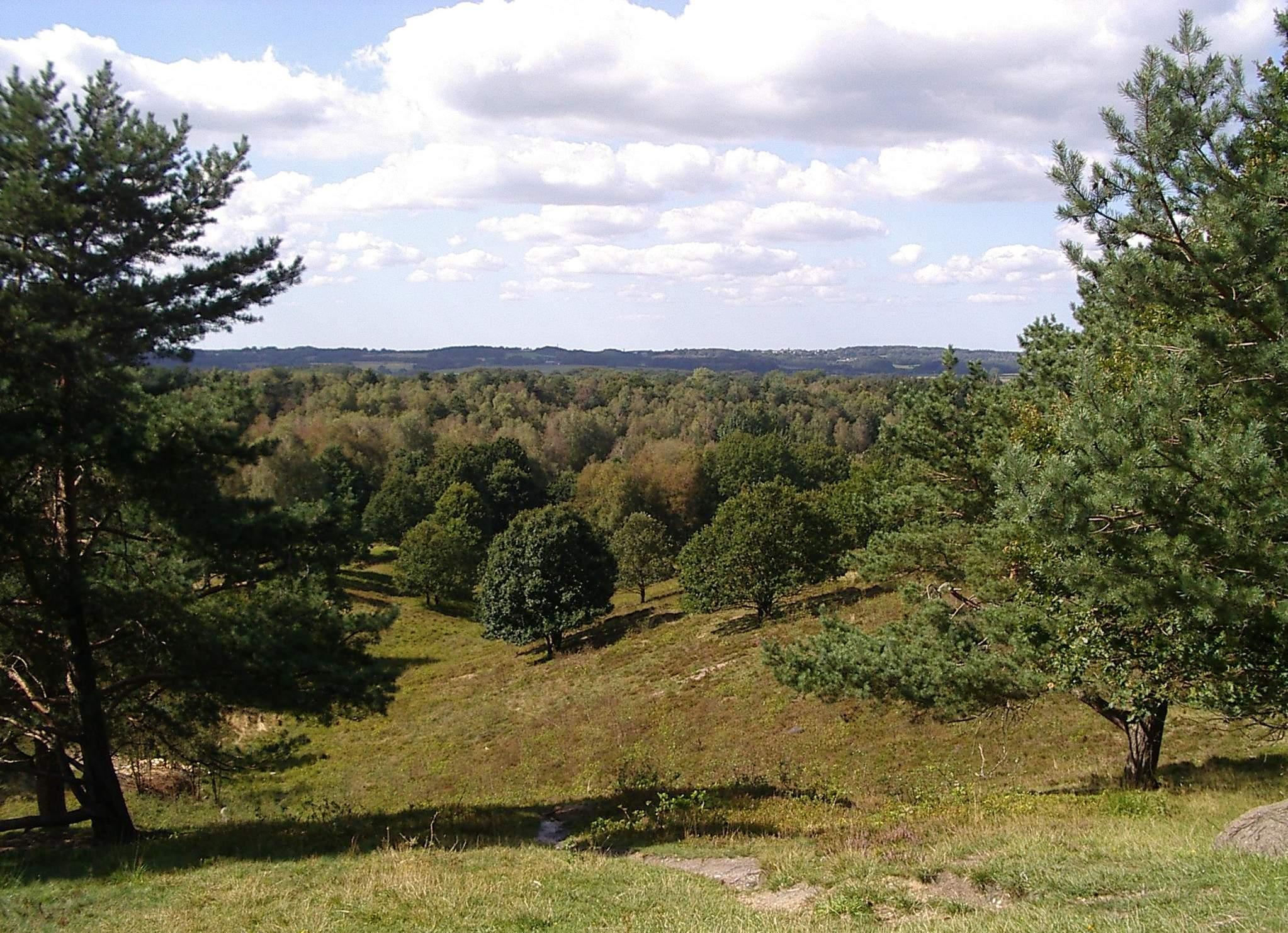
Zicht vanaf de Boxberg

Het Natuurpark Aukrug is een 380 km² groot gebied in de Duitse deelstaat Sleeswijk-Holstein, meer bepaald de kreisen Rendsburg-Eckernförde en Steinburg. Het beheer ligt bij een door deze besturen opgerichte vereniging.

## Ligging
Het natuurpark ligt op enkele kilometer westelijk van de A7. De belangrijkste plaats in de streek is Neumünster.
Het natuurpark omvat volgende gemeenten:
- Hamweddel, Embühren (deels), Brinjahe, Stafstedt, Luhnstedt, Jevenstedt (deels), Brammer, Bargstedt, Oldenhütten, Nienborstel, Remmels, Nindorf, Heinkenborstel, Tappendorf, Rade b. Hohenwestedt, Mörel, Gnutz (deels), Hohenwestedt (deels), Aukrug, Grauel, Meezen, Ehndorf (deels), Arpsdorf (deels), Nortorf (deels) in de Kreis Rendsburg-Eckernförde
- Silzen, Poyenberg, Hennstedt, Wiedenborstel, Sarlhusen, Peissen (deels), Hohenlockstedt (deels), Lockstedt, Oeschebüttel, Rade, Fitzbek, Willenscharen, Rosdorf, Störkathen, Mühlenbarbek (deels), Kellinghusen (deels), Schlotfeld (deels), Winseldorf (deels) in de Kreis Steinburg.

## Landschap
Het natuurpark bevat twee landschapstypes: het vrijwel vlakke grondmorene-landschap, ook keileem genoemd, en het eindmorene-landschap, met heuvels tot 80 m hoog.
Het is rijk aan morenen, bossen, heide en vijvers.
De belangrijkste rivieren zijn de Stör en haar zijrivieren in het zuiden en de kleinere Bünzau.

## Toerisme
Het gebied is goed bereikbaar en voorzien van talrijke ruiter-, fiets- en wandelpaden.
De belangrijkste bezienswaardigheden zijn:
- Natuurreservaat Reher Kratt
- Leerpad in het natuurreservaat Störkathener Heide
- Het Peissener Loch als geologische verschijnsel
- Het woud bij de Boxberg
- Het bodemleerpad in het "Bredenhoper Gehölz" bij Mörel
- Natuurreservaat Tönsheider Wald
- Wandelroute door het "Viertshöher Moor" in Aukrug-Böken